# مدولندز (مینه‌سوتا)
مدولندز، مینه‌سوتا (به انگلیسی: Meadowlands, Minnesota) یک شهر در ایالات متحده آمریکا است که در شهرستان سنت لوئیس واقع شده‌است.

## خصوصیات
مدولندز ۱٫۰۱ کیلومترمربع مساحت و ۱۳۴ نفر جمعیت دارد و ۳۸۹ متر بالاتر از سطح دریا واقع شده‌است.